# Hemerobius pini
Hemerobius pini är en insektsart som beskrevs av Stephens 1836. Hemerobius pini ingår i släktet Hemerobius och familjen florsländor. Arten är reproducerande i Sverige. Inga underarter finns listade i Catalogue of Life.